# Kumburk (hora)
Kumburk je čedičová hora ležící asi 6 km západně od Nové Paky v okrese Semily. Na jeho vrcholku se nachází stejnojmenná hradní zřícenina. Z věže je výhled na Český ráj a na Krkonoše.
Ke zřícenině hradu vede z rozcestí pod hradem červeně značená turistická cesta.

## Charakteristika
Vrch s nadmořskou výškou 639 metrů geomorfologicky spadá do celku Krkonošské podhůří, podcelku Podkrkonošská pahorkatina, okrsku Novopacká pahorkatina, podokrsku Úbislavická pahorkatina a její Kumburské části.